# USS Providence (SSN-719)
Za druga plovila z istim imenom glejte USS Providence.
USS Providence (SSN-719) je jedrska jurišna podmornica razreda los angeles.